# Tales of Xillia
Tales of Xillia ( テイルズ オブ エクシリア Teiruzu obu Ekushiria?) es un videojuego de rol creado por Namco Tales Studio y publicado por Namco Bandai Games para PlayStation 3. Es el decimotercer título de la franquicia Tales of que coincidió con la señalada fecha del decimoquinto aniversario de la franquicia, en 2011, siendo además el segundo título de la saga en ser traducido al español, el primero fue Tales of Symphonia para la Nintendo Gamecube. El juego fue lanzado en Norteamérica el 6 de agosto de 2013, y unos días después en Europa el 9 de agosto.
El juego tiene lugar en un mundo ficticio llamado Rieze Maxia y narra la historia de sus dos protagonistas: Jude Mathis y Milla Maxwell. Los dos descubren una investigación militar que involucra a los espíritus y pondrá en peligro el mundo. El tema central de la trama es el denominado RPG de firmes convicciones (揺るぎなき信念のRPG Yuruginaki shinnen no RPG?).
La recepción del juego fue altamente positiva, tanto así que la revista japonesa especializada en videojuegos, Famitsu, le otorgó una nota de 39/40. La puntuación la consigue con tres 10 y un 9 por parte de los analistas. En Japón su éxito logró romper el anterior récord de más pre-órdenes en la serie Tales of y vendió un poco más de medio millón de copias en una semana. Por su parte, en occidente logró vender más de un millón de copias a dos meses de su lanzamiento. 
La secuela, Tales of Xillia 2, fue lanzado el 1 de noviembre de 2012 en Japón.

## Argumento
La historia de Tales of Xillia está protagonizada por Jude Mathis, un estudiante de medicina que trabaja en el hospital de la ciudad de Fenmont realizando prácticas, y Milla Maxwell, una misteriosa joven con el poder de invocar a los cuatro espíritus elementales y unas habilidades mágicas sobrenaturales. 
La aventura transcurre en el mundo de Rieze Maxia, donde los seres humanos y espíritus conviven en armonía. El reino de Rashugal ha estado experimentando con un poderoso artefacto que ha estado absorbiendo el maná del mundo, y conscientes del daño que esto le puede provocar al mundo, Milla y Jude parten en una aventura cuyo objetivo será destruir dicho artefacto y devolver el maná al mundo.

## Sistema de juego
Tales of Xillia utiliza el sistema de combate denominado Dual Raid Linear Motion Battle System que permite a sus personajes realizar ataques libremente, tanto normales como artes, consumiendo puntos "AC". Además, este sistema permite realizar ataques conjuntos entre dos miembros del equipo, llamados dual-character Link Artes. Los Overlimit mantendrán el sistema visto en Tales of Vesperia y Tales of the Abyss, permitiendo utilizar Artes místicas. Otro aspecto importante es que al vincularse con un personaje, el personaje vinculado tiene una habilidad especial específica que es útil en batalla.
Por primera vez en un título principal de la serie, los jugadores tendrán un punto de vista desde detrás de los hombros, a diferencia de otros títulos que lo situaban encima de la cabeza. Permitiendo tener una relación más realista del tamaño de los personajes con respecto a los edificios y estructuras.
Las tiendas en este juego sufren un cambio sustancial por lo que ahora, para poder comprar nuevos ítems, armas, armaduras y accesorios, se debe donar dinero (Auro en la versión española o Gald en la versión original) o también se pueden donar materiales. Con el aumento de nivel de las tiendas, además de obtener nuevos artículos, los artículos que estén a la venta en ese momento, sufrirán un descuento por lo cual serán más baratos de comprar.
El Aumento de nivel cambia completamente en esta entrega de la serie. Cada personaje cuenta con un elemento llamado Orbe de Lirio (Lillium Orb en la versión inglesa) el cual gasta los puntos especiales que obtengamos al subir nivel con la experiencia que obtengamos para distribuirlos en el aumento de los parámetros básicos para los personajes así como también nos permite aprender habilidades especiales, ampliar las que tengamos activadas y así mismo podremos aprender Artes con este sistema que recuerda por mucho a lo visto en Final Fantasy X.

## Personajes
Jude Mathis (ジュード·マティス Judo Matisu?)
Jude es un chico muy organizado e inteligente que acude a una escuela de medicina en la capital del reino. Dejó su ciudad natal por voluntad propia y se encuentra ahora haciendo prácticas en un hospital de la metrópolis de Fennmont. Aunque normalmente es tranquilo y sosegado, en algunas ocasiones puede llegar a ser impulsivo y entrometido, lo que le llevará a pequeñas disputas.
Un día un número considerable de personas son ingresadas en el hospital y, tras investigar la causa, conoce a Milla Maxwell. Siente una gran admiración por Milla, y ve necesario ayudarla a cumplir su misión. Su diseño corrió a cargo de Kosuke Fujishima, diseñador de los personajes de Tales of Phantasia, Tales of Symphonia, Tales of the Abyss y Tales of Vesperia. Jude utiliza sus puños para luchar, un estilo similar al de Senel Coolidge de Tales of Legendia. Jude cuenta con una habilidad llamada Pivote, con la cual al esquivar un ataque con un paso atrás, Jude en un instante estará a espaldas del enemigo para poder atacarlo. Al vincularnos con Jude en una pelea, Jude tiene acceso a su habilidad especial llamada, recuperar con la cual Jude curará al compañero con el que esté vinculado e inclusive lo resucitará en caso de caer K.O.
Voz: Tsubasa Yonaga
Milla Maxwell (ミラ＝マクスウェル Mira Makusuweru?)
Se trata de una chica joven que asegura ser Maxwell, el Señor de los Espíritus, y es capaz de invocar a los espíritus de la tierra, el agua, el viento y el fuego. Decide emprender un viaje para investigar el laboratorio militar en la capital tras la muerte de un gran número de espíritus. Cuando se trata de la protección del mundo, no dudará en cumplir con su deber y odia a las personas irresponsables. Debido a su condición como espíritu, no sabe cómo vivir como una humana, lo que hará que se interese en los humanos y sus civilizaciones. Normalmente es una persona honesta y un poco cabeza hueca. Su diseño corrió a cargo de Mutsumi Inomata, diseñadora de personajes de otros títulos de la saga, Tales of Destiny, Tales of Eternia y el reciente Tales of Graces. Milla se especializa en combates de corta distancia y su principal fuerte es el manejo de espadas. Su otro punto fuerte es que es el personaje más balanceado del juego que además cuenta con la habilidad de cambio de espíritu, una habilidad que le permite intercambiar Artes normales por Artes más poderosas e invocarlas al instante. Además de ello, Milla puede invocar a los cuatro grandes espíritus lo que le confiere una gran ventaja en combate. Su habilidad especial al estar vinculados con ella, es Contener con la cual Milla puede inmovilizar a un enemigo por un corto periodo de tiempo.
Voz: Miyuki Sawashiro
Alvin (アルヴィン Aruvin?)
Es un hábil mercenario que ha viajado por todo el mundo. Es amigable con todos y siempre se muestra con una actitud madura. Cumplirá las expectativas de los demás si le piden algo, pero no habla mucho sobre sí mismo y es muy eficaz ocultando sus sentimientos. Aunque parece que solo actúa para lograr fines propios, puede llegar a ser muy calculador. Fue diseñado por Kosuke Fujishima.
Alvin se especializa en ataques físicos y de largo alcance, siendo el hombre fuerte del grupo por sus parámetros de fuerza y vitalidad altos, además cuenta con la habilidad especial llamada Carga, con la cual Alvin puede potenciar al doble o al triple, la fuerza de un Arte y además sus ataques físicos serán más fuertes. La especialidad de Alvin al estar vinculados con él, se llama Ruptura con la cual, no solo podemos romperle la defensa a un enemigo sino que también podremos dejarlo mareado por un corto periodo de tiempo.
Voz: Tomokazu Sugita
Elize Lutus (エリーゼ・ルタス Erīze Rutasu?)
Es una maestra en la invocación de espíritus a pesar de su corta edad. Aparentemente creció en un ambiente único y extraño, por lo que es una chica muy tímida a la hora de entablar conversación. Va acompañada siempre de Teepo, una criatura similar a un peluche que posee el don del habla. Fue diseñada por Kosuke Fujishima. La especialidad de Elize es la magia oscura y de curación con lo cual se convierte en una buena aliada para dar apoyo a sus aliados en batalla. Otra de las características especiales de Elize es que mediante una burla, ella puede activar o desactivar a Teepo en batalla. Dependiendo de la situación, Si Teepo está desactivado (es decir en la espalda de Elize) sus Artes pueden ser potenciadas o bien si está activado (Teepo revoloteará en torno a Elize) sus ataques físicos son más fuertes. Elize tiene la habilidad llamada Drenaje de Teepo con la cual si estamos vinculados con ella, Teepo podrá drenar parte de la energía vital de un enemigo para dársela a ella y al compañero vinculado.
Voz: Yuki Horinaka
Teepo
Es el peluche que siempre acompaña a Elize. Parece tener vida y tiene la capacidad de hablar. Ya que a Elize no se le da muy bien hablar con los demás y Teepo siempre continúa la conversación por ella. Fue diseñado por Daigo Okumura, que trabajó en Tales of Symphonia: Dawn of the New World.
Voz: Haruna Ikezawa
Rowen J. Ilbert (レイア・ロランド Rōen J. Iruberuto?)
Es un anciano mayordomo de una familia noble adinerada. Aunque suele tener una expresión gentil, puede dar una intensa sensación de robustez solo con el brillo de sus ojos. Posee un amplio abanico de conocimientos y es muy bueno a la hora de hacer juicios racionales, adecuándolos a la situación en la que se encuentra. Es el personaje jugable de mayor edad en la saga Tales of. Fue diseñado por Mutsumi Inomata. Rowen además de ser bueno en combate físico de corta o larga distancia, es un especialista en artes mágicas ofensivas además de que con su habilidad especial llamada Ajuste de Artes puede amplificar o agrandar el efecto de las mágias ofensivas a su disposición. Cuando estamos vinculados con Rowen, él posee la habilidad llamada Resistencia Mágica, con la cual protege a él y su compañero de ataques mágicos aumentando su defensa.
Voz: Makoto Terada
Leia Rolando (レイア・ロランド Reia Rorando?)
Es una chica brillante y llena de energía, amiga de la infancia de Jude. Aunque se encarga de ser la chica de calendario de la posada de su familia, también es aprendiz de enfermera en la clínica de los padres de Jude. Siente mucha simpatía hacia sus compañeros, y considera que debe ayudarles subiéndoles la autoestima y deshaciéndose de sus preocupaciones. Es una apasionada de las competiciones deportivas y de artes marciales, pero cree que el esfuerzo es más importante que ganar. Jude volverá a su ciudad natal con Milla, donde se encuentran con Leia. Se une a Jude para buscar una cura para las heridas de Milla, y acabará acompañándoles en sus viajes para convertirse en una persona más fuerte. Fue diseñada por Mutsumi Inomata. Leia puede alargar la longitud de su bastón (que es su principal arma) para atacar a distancia a sus enemigos si logra evadir un ataque con un paso atrás. El otro punto fuerte de Leia es su especialidad en Artes de soporte, por lo cual se convierte en parte importante para finalizar una pelea sin sufrir bajas o mucho daño. Cuando estamos vinculados con Leia, ella puede robar los ítems de los enemigos cuando estos están derribados.
Voz: Saori Hayami

## Desarrollo
El título fue anunciado en el número de julio de la Shōnen Jump y más tarde confirmado por Namco Bandai en una conferencia de prensa. En el Tales of Festival 2010, evento anual celebrado por la compañía para los fanes de Tales of, fue anunciado como un título estandarte de la franquicia que sería totalmente desvelado en el último tercio del año. Finalmente, el juego fue oficialmente presentado el 15 de diciembre de 2012 con una cuenta atrás realizada en la web del mismo.
Durante una entrevista a Famitsu, el equipo de desarrollo declaró que este nuevo Tales of rompería con todo lo visto anteriormente, tanto en jugabilidad como en estética, alejada del estilo anime de Tales of Vesperia y del acuarela de Tales of Graces. El 27 de diciembre fueron mostradas las primeras capturas, paisajes y personajes, así como el arte en general del juego.
Durante el Tales of Festival de 2011 se dieron más detalles del juego, como por ejemplo, la fecha de salida (8 de septiembre de 2010), las ediciones del mismo, la portada, la existencia de dos openings, la intérprete de los mismos, Ayumi Hamasaki, y varios tráileres.
El 6 de julio de 2012, durante la Japan Expo celebrada en París, el productor de la franquicia, Hideo Baba, anunció que el juego llegaría a occidente en algún momento de 2013. Más tarde, el 3 de noviembre de dicho año, anunció mediante un vídeo proyectado en el XVIII Salón del Manga de Barcelona que el juego vendría con subtítulos en castellano. Y finalmente, anunció en el blog oficial de PlayStation que llegaría a Europa y Norteamérica en verano del 2013.

## Media
Su tema principal llamado Progress está interpretado por Ayumi Hamasaki y las escenas animadas están al cargo de Ufotable, estudio detrás de las OVAs basadas en Tales of Symphonia, que reemplaza al estudio Production I.G, que se había encargado de las escenas animadas de anteriores Tales of. Es el único Tales of que cuenta con dos openings, una para la versión de Jude y otra para la versión de Milla. 

## Recepción
Tales of Xillia obtuvo una nota casi perfecta en la prestigiosa revista Famitsu, 39/40 (10/10/9/10). Superando a Tales of Graces F como el juego de la franquicia mejor valorado por la revista. (Tales of Vesperia obtuvo un 35/40 y Tales of Graces F un 37/40)
Fue el juego más reservado de la historia de la franquicia con 200.000 reservas y en su primer día vendió más de 500.000 copias, según datos arrojados por Namco Bandai. Y apenas dos meses más tarde superaba las 740.000 unidades vendidas, siendo el juego más vendido de la franquicia desde Tales of Destiny 2.